# Herb gminy Domaradz
Herb gminy Domaradz – jeden z symboli gminy Domaradz, autorstwa Włodzimierza Chorązkiego i Marcina Palucha, ustanowiony 29 października 2010.

## Wygląd i symbolika
Herb przedstawia na tarczy w polu błękitnym lilię Św. Józefa srebrną o łodydze złotej, skrzyżowaną z takimż pastorałem. Wizerunek lilii Św. Józefa nawiązuje do wezwania kościołów parafialnych w Baryczy (Parafia św. Józefa w Baryczy) i Golcowej (Parafia św. Barbary w Golcowej). Lilia jest atrybutem Św. Józefa. Kościół w Golcowej nosi dodatkowe wezwanie, Narodzenia NMP. Lilia jest także atrybutem Marii. Pastorał to atrybut Św. Mikołaja, patrona kościoła parafialnego w Domaradzu (Parafia św. Mikołaja w Domaradzu).